# Найбільші морські катастрофи XXI століття
Список найбільших океанських, морських і річкових катастроф, що відбулися в XXI столітті.
| Судно                                  | Країна          | Тоннаж  | Рік                 | Число жертв | Причина загибелі                                                   |
| -------------------------------------- | --------------- | ------- | ------------------- | ----------- | ------------------------------------------------------------------ |
| Судна з мігрантами в Середземному морі | Лівія           |         | 2015, 14, 19 квітня | понад 1000  | перекинулись через перевантаження                                  |
| MV Spice Islander I                    | Танзанія        | 836     | 2011, 10 вересня    | 240         | пором перекинувся                                                  |
| Булгарія (теплохід)                    | Росія           | 1003    | 2011, 10 липня      | 122         | затонув                                                            |
| Кольська (бурова платформа)            | Росія           |         | 2011, 18 грудня     | 53          | під час буксирування до Сахаліну платформа перекинулася і затонула |
| Чхонан                                 | Південна Корея  | 1200    | 2010, 26 березня    | 46          | Північна Корея затоплена ПЧ (можливо)                              |
| Коста Конкордія                        | Італія          | 114 500 | 2012, 13 січня      | 32          | судно зачепило дном підводні скелі та напівзатонуло                |
| Deepwater Horizon (бурова платформа)   | Велика Британія |         | 2010, 20 квітня     | 17          | вибухнула                                                          |